# Berlin-Karlshorst
Berlin-Karlshorst [ˈkaʁlsˌhɔʁst]  est un quartier de l'Est de Berlin, capitale d'Allemagne, faisant partie de l'arrondissement de Lichtenberg. Avant une réforme de l'administration de 2001, il faisait partie du district de Lichtenberg. Karlshorst est bien connu pour le musée germano-russe, le lieu de signature de la capitulation des forces allemandes le 8 mai 1945, dans la soirée. 

## Géographie

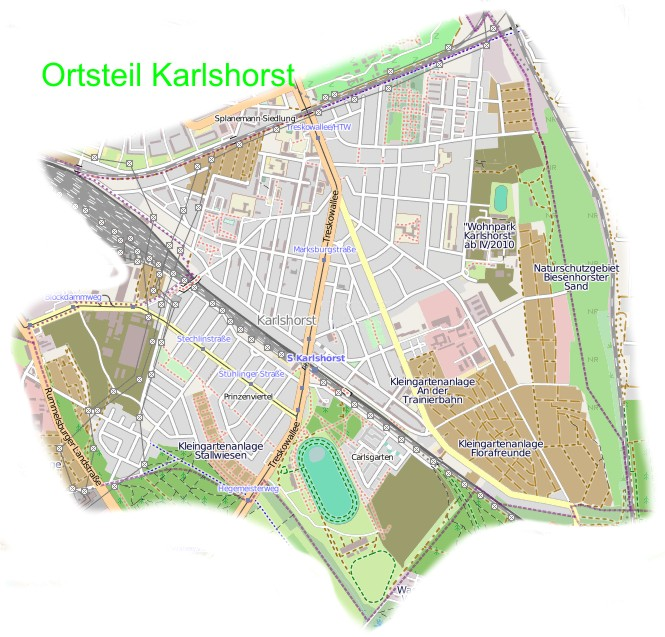
Carte de Karlshorst.

Le quartier est situé au sud de l'arrondissement, il confine à l'arrondissement de Treptow-Köpenick au sud et à l'arrondissement de Marzahn-Hellersdorf à l'est. Au nord et au nord-est, Karlshorst est encadré par les quartiers de Friedrichsfelde et de Rummelsburg.

La rue centrale Treskowallee, la voie principale du quartier, traverse du nord au sud. Elle croise la ligne ferroviaire de Berlin à Wrocław à la gare de Berlin-Karlshorst.

## Histoire
Le lieu de Carlshorst est documenté pour la première fois le 11 septembre 1825. À cette date, il n'était qu'une ferme domaniale (Vorwerk) du manoir de Friedrichsfelde, portant le nom de son propriétaire, Carl von Treskow (1787-1846). Dans les années 1860, des premières courses de steeple-chase auraient eu lieu à Karlshorst ; en 1894, une grande hippodrome a été ouverte. À partir du tournant du siècle, on construisit de plus en plus d'habitations dans un quartier de villas fondé le 25 mai 1895. La gare de Berlin-Karlshorst fut inaugurée en 1902.

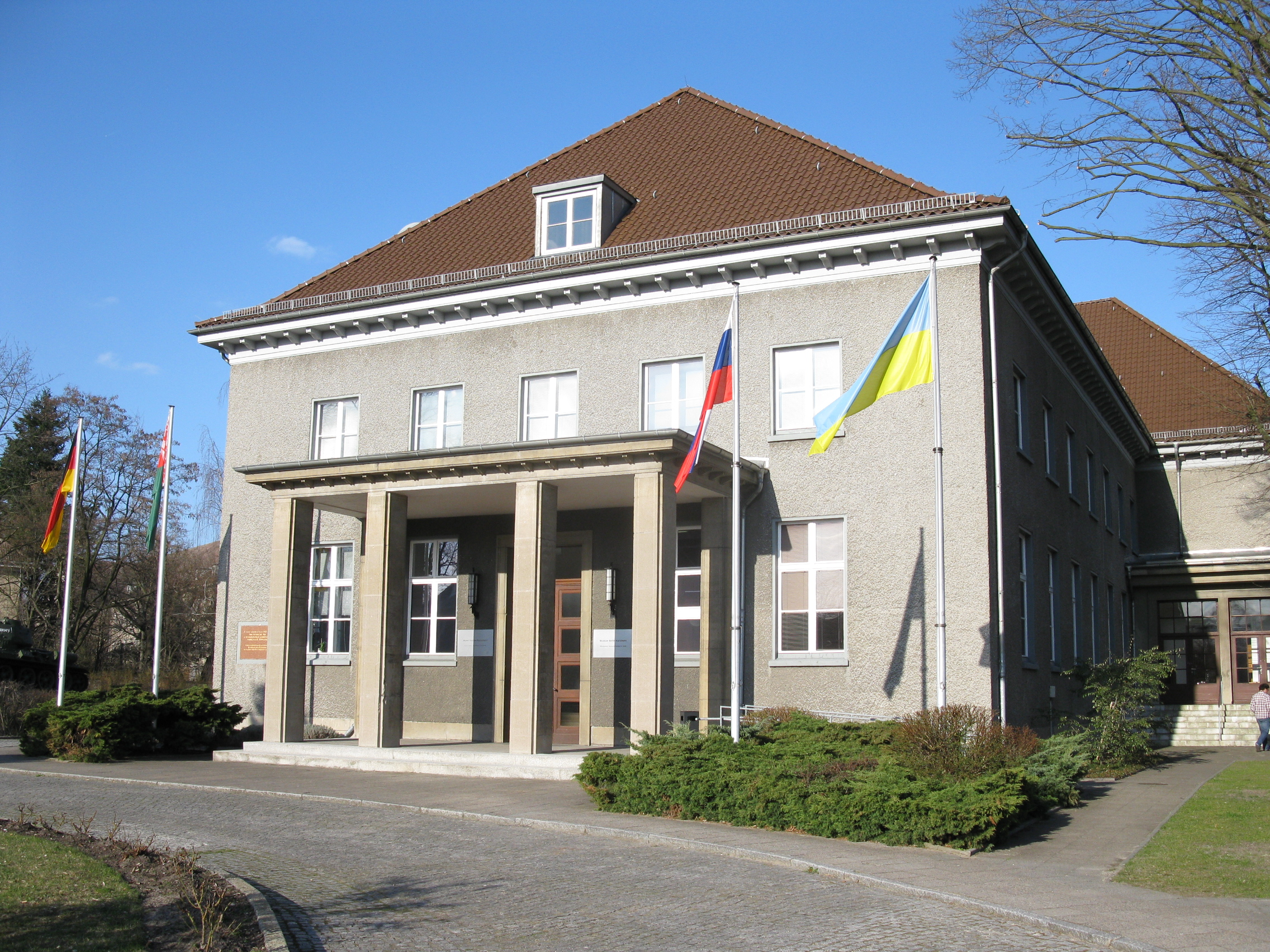
Le musée germano-russe.

Karlshorst est devenu un quartier résidentiel populaire (« Dahlem de l'Est »). En 1920, la colonie fut rattachée à Grand Berlin. À partir de 1936, les forces armées allemandes (ouWehrmacht) ont fait ériger une école du Génie sur un vaste terrain dans l'Est de la localité. Au cours de la bataille de Berlin, la 5e armée de choc soviétique s'empara de Karlshorst. Le 8 mai 1945 à 22 H 43 (soit 0 H 43 le 9 mai 1945 à Moscou, en raison du décalage horaire), le second acte de capitulation signant la fin de la Seconde Guerre mondiale a été signé dans le mess de la caserne qui abrite aujourd'hui le musée germano-russe.
C'est à Karlshorst qu'était situé le quartier général de l'Administration militaire soviétique en Allemagne jusqu'en 1949. Plus tard, jusqu'à la réunification allemande, la caserne abrite le bureau central du KGB en RDA. 

## Population
Le quartier comptait 27 052 habitants au 1er janvier 2017 d'après le registre des déclarations domiciliaires ce qui donne une densité de population de 4 099 hab./km2.

## Transports

### Gare de S-Bahn
Ligne de Berlin à Wrocław  : gare de Berlin-Karlshorst.

## Personnalités liées à Karlshorst
- Max Beer (1864–1943), journaliste et historien, Gundelfinger Straße 47 ;
- August Stramm (1874–1915), dramaturge et poète, Lehndorffstraße 16 ;
- Bernhard Lichtenberg (1875–1943), prêtre catholique, pasteur à Karlshorst de 1905 à 1910 ;
- Max Wertheimer (1880–1943), psychologue, Ehrlichstraße 31 ;
- Johanna Hofer (1896–1988), actrice, Ehrlichstraße 31 ;
- Kurt Richter (1900–1969), joueur d'échecs, Dönhoffstraße 29 ;
- Erich Ollenhauer (1901–1963), homme politique, Trautenauer Straße 6 ;
- Hans Bellmer (1902–1975), peintre, photographe, dessinateur et sculpteur, Ehrenfelsstraße 8a ;
- Hannes Hegen (1925–2014), auteur de bande dessinée, Waldowallee 15 ;
- Joachim Fest (1926–2006), historien, éditeur, écrivain et journaliste, né à Karlshorst, Hentigstraße 13 ;
- Jürgen Böttcher (né 1931), réalisateur et peintre, habite à Karlshorst ;
- Sahra Wagenknecht (née 1969), femme politique, habite à Karlshorst ;
- Luise Amtsberg, militante des droits de l'Homme et élue de l'Alliance 90/Les Verts a grandi dans ce quartier.